# Diego Molero Bellavia
Diego Alfredo Molero Bellavia (* 12. Januar 1960 in Santa Ana de Coro, Falcón) ist ein venezolanischer Politiker und ehemaliger Verteidigungsminister Venezuelas. Er wurde von Hugo Chávez Ende Oktober 2012 in dieses Amt berufen.

## Leben
Molero war in den Sicherheitsdiensten der Marine tätig. Später war er Kommandant der östlichen Region. Er wird als ein treuer Anhänger der Chávez-Regierung gesehen.
Am 6. März 2013, einen Tag nach dem Tod von Hugo Chávez, forderte Molero das venezolanische Volk auf, 'Nicolas Maduro zu wählen, um den Faschisten dorthin zu treten, wo es weh tut'.